# Mörlunda
Mörlunda – miejscowość (tätort) w Szwecji, w regionie administracyjnym (län) Kalmar, w gminie Hultsfred.
Według danych Szwedzkiego Urzędu Statystycznego liczba ludności wyniosła: 857 (31 grudnia 2015), 851 (31 grudnia 2018) i 836 (31 grudnia 2019).